# Karl-Heinz Thielen
Karl-Heinz Thielen (* 2. April 1940 in Ariendorf) ist ein ehemaliger deutscher Fußballspieler.

## Sportliche Laufbahn

### Vereinskarriere
Er spielte auf der Position des Rechtsaußen in der Mannschaft des 1. FC Köln, die 1963 Gründungsmitglied der 1. Bundesliga war. Im ersten Jahr wurde er mit 25 Einsätzen und 15 Toren mit dem Klub Deutscher Meister. Insgesamt kam Thielen, der ab der Spielzeit 1959/60 auch schon in der Oberliga West für den FC gespielt hatte, zwischen 1963 und 1973 auf 221 Bundesligaeinsätze und 56 Tore. Am 7. Dezember 1963 erzielte er beim 5:1-Sieg des 1. FC Köln gegen den 1. FC Kaiserslautern als erster Fußballspieler fünf Tore in einem Bundesligaspiel.

### Auswahleinsätze
In zwei Partien für die U-23 des DFB erzielte der Kölner Anfang der 1960er Jahre einen Treffer. In der A-Nationalmannschaft spielte er später ebenfalls zweimal: In den Heimpartien gegen die ČSSR (1964) und gegen England (1965) ging die bundesdeutsche Mannschaft jeweils als Verlierer vom Platz.

## Funktionärslaufbahn
Nach Beendigung seiner aktiven Laufbahn wurde er Fußballmanager und hatte Anteil an der Verpflichtung von Trainer Hennes Weisweiler, mit dem der 1. FC Köln 1976/77 deutscher Pokalsieger wurde. 1977/78 holte er mit dem 1. FC Köln das Double (Deutscher Meister/DFB-Pokalsieger). Später war er noch als Schatzmeister, Geschäftsführer und Vizepräsident tätig. Von 1989 bis 1991 war er Sportdirektor bei Fortuna Düsseldorf. Ende 1992 kehrte er bis September 1993 als Manager zum damals abstiegsgefährdeten 1. FC Köln zurück. Im selben Jahr wurde der FC deutscher Hallenmeister.
Karl-Heinz Thielen wurde auf der Gründungsversammlung der Deutschen Fußballspieler-Vermittler Vereinigung (DFVV) zum Präsidenten gewählt. Dieses Amt hatte er bis zu seinem altersbedingten Rücktritt am 2. April 2015 inne. Anschließend war Thielen noch als Spielervermittler tätig.

## Statistik
- 1. Bundesliga
221 Spiele; 56 Tore
- Oberliga West
74 Spiele; 44 Tore
- Endrunde um die deutsche Meisterschaft
18 Spiele; 15 Tore
- DFB-Pokal
25 Spiele; 6 Tore
- Westpokal
12 Spiele; 8 Tore
- Europapokal der Landesmeister; Europapokal der Pokalsieger; UEFA-Pokal
45 Spiele; 15 Tore

## Erfolge
- Deutscher Meister (2): 1962, 1964
- Deutscher Vize-Meister (4): 1960, 1963, 1965, 1973
- DFB-Pokalsieger (1): 1968
- DFB-Pokalfinalist (3): 1970, 1971, 1973
- Torschützenkönig des Messepokals: 1966